# Ossocol
Ossocol, também chamado de socol, é um embutido de lombo suíno envolto em peritônio de boi ou de porco, amarrado por uma rede elástica, curtido durante aproximadamente três a seis meses em ambiente fresco e arejado, protegido do sol. O temperos utilizados são a pimenta-do-reino, alho e sal, e por alguns, o cravo e a canela. É consumido cru, fatiado bem fino. Seu nome deriva de osso colo, que na língua vêneta significa "osso do pescoço", já que era feito originalmente com a carne do pescoço. No Brasil, é produzido e apreciado em locais colonizados pelos italianos oriundos da província do Vêneto, como na cidade de Venda Nova do Imigrante, no Estado do Espírito Santo.